# Zahar Efimenko
Zahar Efimenko (en ucraniano: Захар Єфименко; 3 de julio de 1985) es un jugador de ajedrez ucraniano. Obtuvo el título de Gran Maestro en 2002. En la lista de Elo de la FIDE de septiembre de 2010, tenía un Elo de 2683 puntos, lo que le señalaba como el jugador número 4 de Ucrania. Su máximo Elo fue de 2689 puntos, en la lista de julio de 2010 (posición 48 en el ranking mundial).
En 1999 Efimenko ganó el Campeonato del mundo sub-14 en Oropesa del Mar (España). El mismo año, formó parte del equipo nacional ucraniano que ganó la Olimpiada de ajedrez sub-16 en el Campo de Artek, Ucrania. Efimenko ha ganado desde entonces varios torneos, entre otros, el Stork Young Masters de 2001 en Hengelo, Países Bajos.
Participó en la Copa del mundo de 2005 en Janti-Mansisk, donde tuvo una buena actuación, aunque perdió en tercera ronda (octavos de final), y fue eliminado contra el español Francisco Vallejo. Efimenko ganó el Campeonato ucraniano absoluto en 2006. El mismo año formó parte del equipo ucraniano que quedó en octavo lugar en la Olimpiada de ajedrez de 2006 en Turín. En 2008 formó parte también del equipo ucraniano que quedó 4º en la Olimpiada de Dresde (y él mismo fue 5º en la clasificación individual el 4º tablero). En mayo de 2010, empató en los lugares 1º-2º con Víctor Bologan el 40 Torneo de Bosnia en Sarajevo.